# Ptychadena trinodis
Ptychadena trinodis là một loài ếch trong họ Ptychadenidae, được Boettger phân loại vào năm 1881. Chúng được tìm thấy ở Cameroon, Cộng hòa Trung Phi, Tchad, Cộng hòa Dân chủ Congo, Bờ Biển Ngà, Gambia, Ghana, Guinée, Mali, Nigeria và Sénégal, có thể có ở Bénin, Burkina Faso, Cộng hòa Congo, Guiné-Bissau, Mauritanie, Niger, Sierra Leone, Sudan và Togo.
Các môi trường sống tự nhiên của chúng là xavan khô, xavan ẩm, đầm nước ngọt có nước theo mùa, vùng đồng cỏ, ao, và kênh đào và mương rãnh.